# Quenya
Het Quenya is een fantasietaal die in de boeken van J.R.R. Tolkien door de elfen van Midden-Aarde gesproken wordt.

## Grammatica en woordenschat
Het Quenya is geïnspireerd door de grammatica, woordenschat en fonologie van met name het Fins. Net als het Fins is het een sterk synthetische taal (in tegenstelling tot bijvoorbeeld het Engels en het Nederlands, die eerder analytische talen zijn). Evenals het Fins (en de meeste andere Fins-Oegrische talen) kent het Quenya ook een zeer groot aantal naamvallen.
Bepaalde woorden in het Quenya zijn duidelijk van het Fins afgeleid, zoals anta (geven), van het Finse antaa; tul- (komen) van tulla. Sommige woorden zijn zelfs helemaal hetzelfde, zoals tie (weg).

## Schrift
Het Quenya wordt natief in het Tengwar-alfabet geschreven. Voor de romanisatie bestaan echter ook verschillende regels.

## Het werkwoord
In het Quenya zijn er, net als in bijna alle talen, verschillende werkwoordstijden: de tegenwoordige tijd, de verleden tijd, de toekomende tijd en de voltooid tegenwoordige tijd. Ook kent het Quenya de aoristus, die niet in het Nederlands bestaat, maar wel in het Oudgrieks. Wel wordt deze vorm anders vertaald dan de Griekse aoristus, namelijk als een tegenwoordige tijd en niet als een verleden tijd. Alle tijden komen voort uit een stam. De verschillende tijden worden gevormd door prefixen, suffixen en infixen aan deze stam toe te voegen. Er zijn drie verschillende soorten werkwoordsstammen, die alle op een andere manier verbogen worden: de A-werkwoorden, de medeklinkerstammen en de U-werkwoorden. Ook zijn er enkele onregelmatig gevormde werkwoorden.

## Uitspraak
Quenya heeft de klinkers a, e, o, i en u, waarbij de u wordt uitgesproken als oe, en de e altijd als "ee", ook aan het eind van het woord, en de tweeklanken ai, oi, ui, au, eu en iu, die uitgesproken worden als "aj", "oj", "oej", "au", "eeuw" en "joe". De medeklinkers wijken nogal af van die uit het Nederlands: c (uitgesproken als k), d, f, g, gw, h, hy, hw, l, ly, m, n, nw, ny, p, qu, r, ry, s, t, ty, v, y en w. De g wordt uitgesproken als in het Engels. Gw, hw, hy, ly, nw, ny, qu, ry en ty klinken meer als één letter dan bijvoorbeeld k+w in het Nederlands meestal doet. De n klinkt voor een c, g, gw of qu als een ng in het Nederlands, en de nw klinkt als ng+w.

## Lidwoord
In het Quenya bestaat er alleen een bepaald lidwoord: i. Dat lidwoord wordt soms voor, soms achter een woord gezet, en soms wordt het er met een streepje aan vastgekoppeld i nauco, nauco i en i-nauco [ie-naukoo] betekenen allemaal "de dwerg". In plaats van ons onbepaald lidwoord heeft het Quenya niets.

## Zelfstandig naamwoord
Zelfstandige naamwoorden in Quenya kunnen worden vervoegd voor grammaticaal getal door
middel van een uitgang. De grammaticale getallen zijn enkelvoud, meervoud, dualis (ook: tweevoud), en partitief meervoud. Het enkelvoud bestaat uit de stamvorm van het zelfstandig naamwoord. Het meervoud wordt gevormd met de uitgang -i of -r. Als de stam eindigt in een medeklinker is de meervoudsuitgang -i. Als de stam eindigt in -ë wordt deze vervangen door de meervoudsuitgang -i. Uitzondering: als de stam eindigt in -ië wordt het meervoud -ier. Als de stam eindigt in -l wordt de meervoudsuitgang -li (de enkele -l wordt dus een dubbele -lli). In andere gevallen wordt het meervoud gevormd door toevoeging van de uitgang -r aan de stam. De dualis, waarmee natuurlijke tweetallen of paren worden aangeduid, wordt gevormd met de uitgang -t. Uitzondering: als de stam eindigt in -t of -d, wordt de dualis-uitgang -u. Belangrijk bij de dualis is dat deze enkel wordt gebruikt voor twee voorwerpen die bij elkaar horen; bijvoorbeeld deel 1 en 2 van een boek, niet twee boeken die toevallig op dezelfde plank staan, tenzij die boeken met elkaar bevriend zijn of iets dergelijks en samen allerlei avonturen meemaken. Het partitief meervoud wordt gevormd met de uitgang -li, of wanneer de stam eindigt in een medeklinker, waarschijnlijk met -eli. Het partitief meervoud duidt waarschijnlijk op een deel van een aantal dingen dat eerder genoemd is, dus eldali betekent een deel van de elfen. Dit is overigens niet helemaal zeker.
Een voorbeeld van de getalsvervoeging voor de stam parma (boek) is: enkelvoud parma, meervoud parmar, dualis parmat, partitief meervoud parmali.
Daarnaast worden zelfstandige naamwoorden vervoegd voor tien naamvallen: de nominatief, genitief, possessief, datief, accusatief, locatief, ablatief, allatief, instrumentalis en een onduidelijk gedefinieerde naamval die wel respectief (ook: dedatief) wordt genoemd.
In een brief aan Plotz geeft Tolkien de volgende afleiding voor het woord lassë (blad) in alle naamvallen en alle getallen:
|                | Verbuiging van woorden met stam in -ë | Verbuiging van woorden met stam in -ë | Verbuiging van woorden met stam in -ë | Verbuiging van woorden met stam in -ë |
| Enkelvoud      | Dualis                                | Meervoud                              | Partitief meervoud                    |                                       |
| -------------- | ------------------------------------- | ------------------------------------- | ------------------------------------- | ------------------------------------- |
| Nominatief     | lassë                                 | lasset                                | lassi                                 | lasseli                               |
| Accusatief     | lassé                                 | lasset                                | lassi                                 | lasselí                               |
| Genitief       | lasseo                                | lasseto                               | lassion                               | lasselion                             |
| Datief         | lassen                                | lassent                               | lassin                                | lasselin                              |
| Instrumentalis | lassenen                              | lassenten                             | lassinen                              | lasselínen                            |
| Possessief     | lasseva                               | lassetwa                              | lassiva                               | lasselíva                             |
| Locatief       | lassesse                              | lassetse                              | lassessen                             | lasselisse                            |
| Allatief       | lassenna                              | lassenta                              | lassennar                             | lasselinna                            |
| Ablatief       | lassello                              | lasselto                              | lassellon                             | lasselillo                            |
| Respectief     | lasses                                | lassetes                              | lassis                                | lasselis                              |

## Telwoorden
0 (Nul) - Munta {moen-ta}
1 (Eén) - Minë {mi-ne}
2 (Twee) - Atta {at-ta}
3 (Drie) - Neldë {nel-de}
4 (Vier) - Canta {kan-ta}
5 (Vijf) - Lempë {lem-pe}
6 (Zes) - Enquë {en-kwe}
7 (Zeven) - Otso {ot-so}
8 (Acht) - Tolto {tol-to}
9 (Negen) - Nertë {ner-te}
10 (Tien) - Cainen {kai-nen}
11 (Elf) - Minquë (min-kwe)
12 (Twaalf) - Yunquë {joen-kwe} of: Rasta {ras-ta}
(Rasta betekent zoiets als "een dozijn", yunquë betekent gewoon "twaalf")
13 t/m 19 wordt gemaakt door cëa achter de eerste lettergreep of stam van neldë t/m nertë te zetten:
13 (Dertien) - Nelcëa {nel-keea}
14 (Veertien) - Cancëa {kang-keea}
20 (Twintig) - Yucainen {joe-kai-nen}
30, 40, 50 etc. wordt gemaakt door achter de eerste lettergreep van neldë t/m nertë cainen te zetten.
100 (Honderd) - Tuxa {toek-sa}
200 (Tweehonderd) - Yutuxa {joe-toek-sa}
Door voor tuxa de eerste lettergreep van 3-9 te zetten krijg je 300 t/m 900.
In het Quenya komen telwoorden achter het woord waarover ze iets zeggen. Bijvoorbeeld: de tien Dwergen is: "I naucor cainen". In het Quenya worden getallen die hoger dan 20 zijn en niet een tien- of honderdtal op de volgende manier gemaakt:
- 56 (Zesenvijftig) - Enquë lemincainen {EN-kwe le-min-KAI-nen}
- 328 (Driehonderdachtentwintig) - Tolto yucainen nertuxa {TOL-to joe-KAI-nen ner-TUK-sa}

Dus eerst de eenheden, dan de tientallen, dan de honderdtallen.
Voor "atta" (twee) komt geen meervoud, maar een enkelvoud, en voor "minë" (één) geldt dit natuurlijk ook:
- I nauco atta - De twee dwergen

## Woorden

#### Zelfstandige naamwoorden
Boek - Parma {par-ma} - meervoud: Parmar {par-mar}
Broer - Toron {toron}
Duisternis - Mornië {morni-e}
Dwerg - Nauco {Nouko}
Elf - Elda {Elda} - meervoud: Eldar {eldar}
Juweel - mírë {mir-e} - meervoud: Míri {mir-i}
Koning - Aran {aran}
Koningin - Tári {taari} - meervoud: Arani {a-ran-i}
Maan - Isil {iesil}
Ork - Urco {oeko} - meervoud: urqui {Oer-kwoe-ie}
Schat - Harma {harma}
Silmaril - meervoud: Silmarilli {sil-ma-ril-li}
Stad - Ost {ost}
Stralend juweel - Silmaril {sel-ma-ril}
Vriend - Mellon {mel-lon}
Woede - Aha {aha}
Zon - Anar {Anar}
Zus - Seler {seler}

#### Werkwoorden
Ben/bent/is/zijn - Ná {naa}

## Begroeting en afscheid
De bekendste Elfse begroeting is "Elen síla lúmenn' omentielvo", wat "Een ster schijnt op het uur van onze ontmoeting" betekent. Dit is de begroeting die Frodo gebruikt als hij op weg van Hobbitstee naar Breeg een aantal elfen tegenkomt. Naast deze begroeting bestaat het woord "Ai(y)a" voor "hallo", maar Ai(y)a kan ook een formelere betekenis hebben dan in het Nederlands. Het probleem is echter dat het werkwoord 'groeten' niet bestaat en daarom moet je dus andere, een beetje vreemd lijkende uitspraken en zinnen, gebruiken. Aangezien het werkwoord 'verlaten' wel bestaat, kunnen bij het afscheid veel meer combinaties gemaakt worden. Hiermee kan men bijvoorbeeld maken: "Autanyel", wat "Ik verlaat jou" betekent.
Kortom:
Een ster schijnt op het uur van onze ontmoeting - Elen síla lúmenn' omentielvo
Op deze plaats geef ik jou vriendschap - Sinomë antanyel nilmë
Ik verlaat je - Autanyel